# NAL
Da Potsdamdeklarationen (forbud mod fly- og våbenindustri hos aksemagterne) blev ophævet i 1955 oprettede Japan NAL (National Aerospace Laboratory) til at hjælpe sin luft- og rumfartsindustri. I 2003 blev NAL assimileret i JAXA.

## Raketmotorer
Til NASDA's raketter udviklede NAL forskellige raketmotorer med turbopumper.
- LE-3 – hypergolsk raketmotor til N-1's andetttrin.
- LE-5 – kryogenisk raketmotor til H-I's andettrin.
  - LE-5A – kryogenisk raketmotor til H-II's andettrin.
  - LE-5B – kryogenisk raketmotor til H-IIA og H-IIB's andettrin.
- LE-7 – kryogenisk raketmotor til H-II's førstetrin.
  - LE-7A – kryogenisk raketmotor til H-IIA og H-IIB's førstetrin.

LE-x (Liquid Engine).

## Japansk designede fly
- Nihon commuterflyet NAMC YS-11; der blev produceret 182 fly i perioden 1964-74.
- STOL-transportflyet Kawasaki C-1, der er bygget 31 af siden 1971.
- Antiubåds- og SAR-søflyet Shin Maywa US-1; der er bygget 21 fly i perioden 1971-78.
- Jagerflyet Mitsubishi F-1 er der bygget 77 af siden 1978.
- Kamphelikopteren Kawasaki OH-1 der fløj første gang i 1996.

- Nihon YS-11
- Kawasaki C-1
- Shin Maywa US-1A
- Mitsubishi F-1
- Kawasaki OH-1

## HOPE
NAL forsøgte i samarbejde med NASDA at udvikle en japansk ubemandet minirumfærge HOPE (H-2 Orbital Plane-Experimental). HOPE skulle med 16 x 9 x 5 m være på størrelse med en F-16-jager, blot mere buttet. HOPE skulle opsendes på toppen af en H-IIA raket fra Tanegashima og nå et 200 km lavt jordkredsløb. HOPE skulle kunne lande på en 1.800 m lang landingsbane. HOPE skulle kunne udvikles til en SSTO-rumfærge (Single Stage To Orbit) og lette horisontalt fra en almindelig startbane og senere udvikles til et bemandet rumfly.
I februar 1994 opsendte en H-II-raket OREX (Orbital Re-entry EXperiment) der var et 865 kg tungt varmeskjoldsfartøj. OREX lignede en 3,4 m bred wokgryde og forskellige varmeabsorberende materialer dækkede den. Efter ét kredsløb bragte dens bremseraket OREX ud af kredsløbet og den landede i en faldskærm i Stillehavet, to timer efter opsendelsen. OREX afprøvede hvilke materialer der bedst kunne tåle de 1.570 °C og gav NASDA erfaring i at nedtage rumfartøjer.
I februar 1996 opsendte en J-I-raket HYFLEX (HYpersonic FLight EXperiment) i en suborbital bane. HYFLEX nåede 110 km op og opnåede 3,9 km/s. HYFLEX anvendte vindermaterialet fra OREX og foretog hypersoniske kursændringer under nedstigningen. HYFLEX var 4,4 x 1,36 x 1,04 m og vejede 1.054 kg. Den landede med faldskærm i Stillehavet, men desværre sank den til bunds før den japanske flåde nåede frem. Heldigvis transmitterede HYFLEX data under flyvningen, så forsøget var ikke helt forgæves.
Et ubemandet svævefly ALFLEX (Automatic Landing FLight EXperiment) på 6,1 x 3,78 x 1,35 m og 760 kg blev fra juli til august 1996 frigjort fra en Kawasaki Vertol KV107-helikopter i den australske ørken. Helikopteren fløj med 90 knob og efter frigørelsen dykkede ALFLEX til 30° og skulle selv lande med 97 knob på en almindelig landingsbane. De tretten flyvninger var alle succesrige og ALFLEX simulerede HOPE’s automatiske landinger. ALFLEX bremsede med hovedhjulene og en bremseskærm, den styrede med næsehjulet. I luften styrede den med to sideror og kombinerede højde- og krængeror (elevons).
HSFD (High Speed Flight Demonstrator) var en 3,8 x 2,4 x 1,2 m model af HOPE på 500 kg der d. 1. juli 2003 blev løftet til 21 km højde af en ballon over Esrange, Kiruna i Nordsverige. HSFD skulle ved senere forsøg selv finde landingsbanen og udsætte hjulene. Hastigheden på Mach 0,8 svarede til HOPE’s i indflyvningen, men HSFD var naturligvis ikke varmepåvirket. Ved det første forsøg skulle HSFD lande i en faldskærm, men den foldede sig ikke ordentlig ud og HSFD blev beskadiget.
De tekniske vanskeligheder ved løfteraketten var for store og den japanske økonomi anstrengt, så HOPE-projektet blev indstillet kort efter.